# Binnenlandse Macedonische Revolutionaire Organisatie

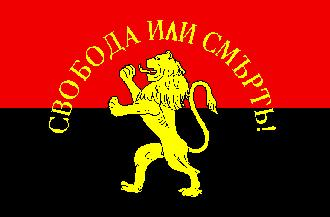
Logo van de organisatie

De Binnenlandse Macedonische Revolutionaire Organisatie of Interne Macedonische Revolutionaire Organisatie (Bulgaars: Вътрешна Македонска Революционна Организация, Vâtrešna Makedonska Revolijutsjionna Organizatsjija, Macedonisch: Внатрешна Македонска Револуционерна Организација, Vnatrešna Makedonska Revoloesjionerna Organizatsjija, VMRO) is een nationalistische beweging, gesticht in 1893 in de Osmaanse provincie Macedonië, die met terrorisme en een guerrilla-oorlog streed voor een autonoom Macedonië in een Balkanfederatie (daarnaast bestond er ook een stroming die pleitte voor aansluiting van Macedonië bij Bulgarije).
Al snel was er verdeeldheid tussen pro-Joegoslavische en pro-Bulgaarse leden. Tussen de twee Wereldoorlogen scheurde de beweging nog verder, een meerderheid steunde de Bulgaarse staatsgreep van A. Tsankov en kreeg steun van Italië (later ook van Duitsland), een minderheid leunde aan bij het communistische Komintern. Van 1923 tot 1934 oefende VMRO zware druk uit op de Bulgaarse politiek. Samen met de ultranationalistische Ustašabeweging van Ante Pavelić pleegde de VMRO op 3 oktober 1934 in Marseille een moordaanslag op de Joegoslavische koning Alexander I. Ook de Franse minister van Buitenlandse Zaken Louis Barthou kwam hierbij om. Aan het einde van de Tweede Wereldoorlog viel de beweging uiteen.
De beweging maakte na de val van het communisme begin jaren 1990 een zekere opleving door. In de republiek Macedonië werd met succes de politieke partij Interne Macedonische Revolutionaire Organisatie-Democratische Partij voor Macedonische Nationale Eenheid (VMRO-DPMNE, conservatief-nationalistisch) opgericht. Zij zat van 1998 tot 2002 in de regering en is sinds 2006 onafgebroken aan de macht geweest.
De VMRO geniet weinig steun in Bulgarije. De meeste Bulgaren hebben het verlies van Macedonië geaccepteerd. Bovendien is Bulgarije inmiddels lid van de EU, en kan het zich dus niet permitteren om buurlanden te destabiliseren. De VMRO behaalde nog geen 5% van de stemmen. Verder voelen sommige zelfverklaarde etnische Macedoniërs in Bulgarije zich onderdrukt. De partij OMO Ilinden-Pirin die voor hen opkomt, met name in het oblast Blagoëvgrad (ruwweg samenvallend met "Pirin-Macedonië"), had groot succes bij de verkiezingen van 1999, maar is sindsdien verboden omdat ze "separatistisch" zou zijn.